# Independence (Raumfähre)

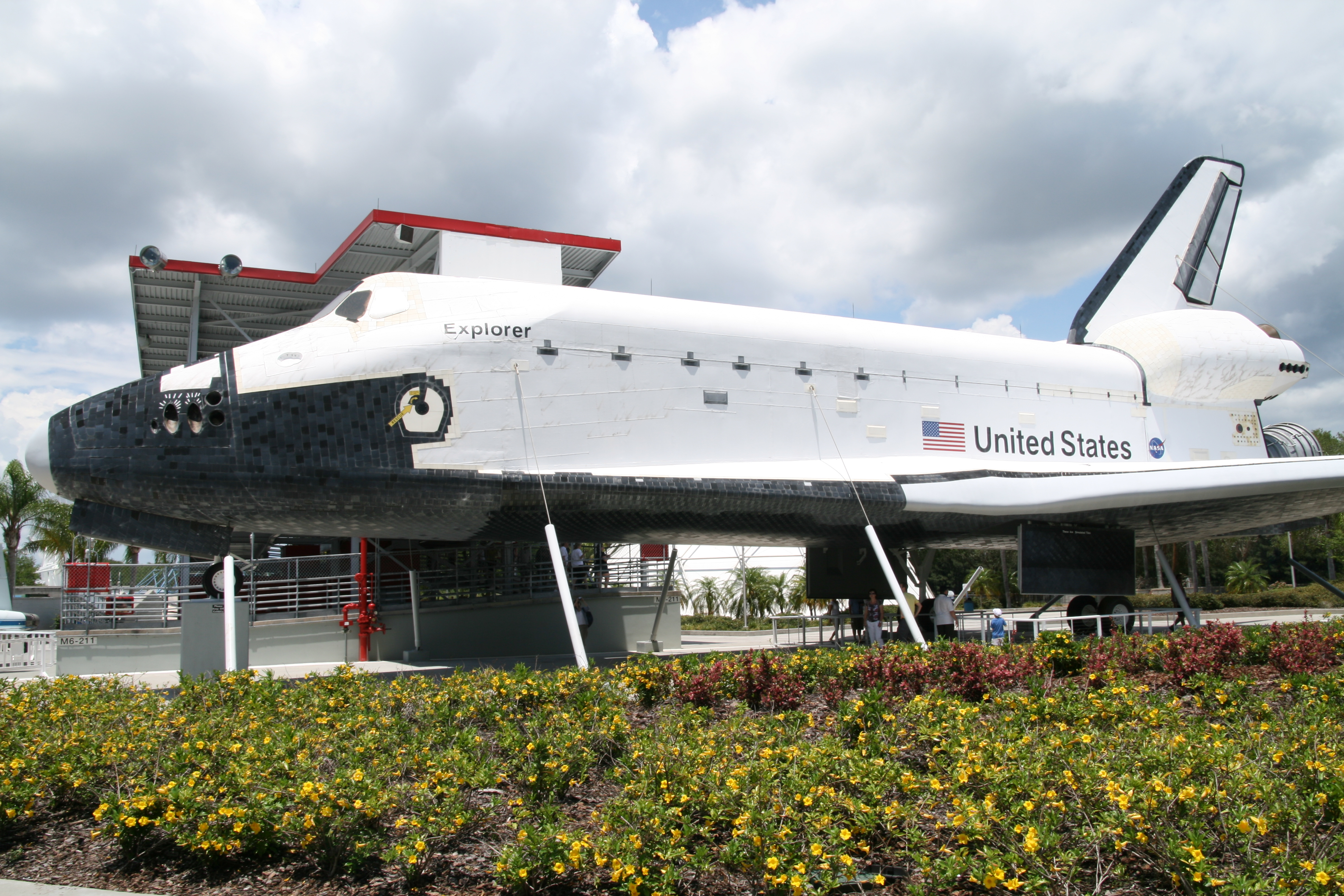
Die Independence (damals Explorer) am Kennedy Space Center

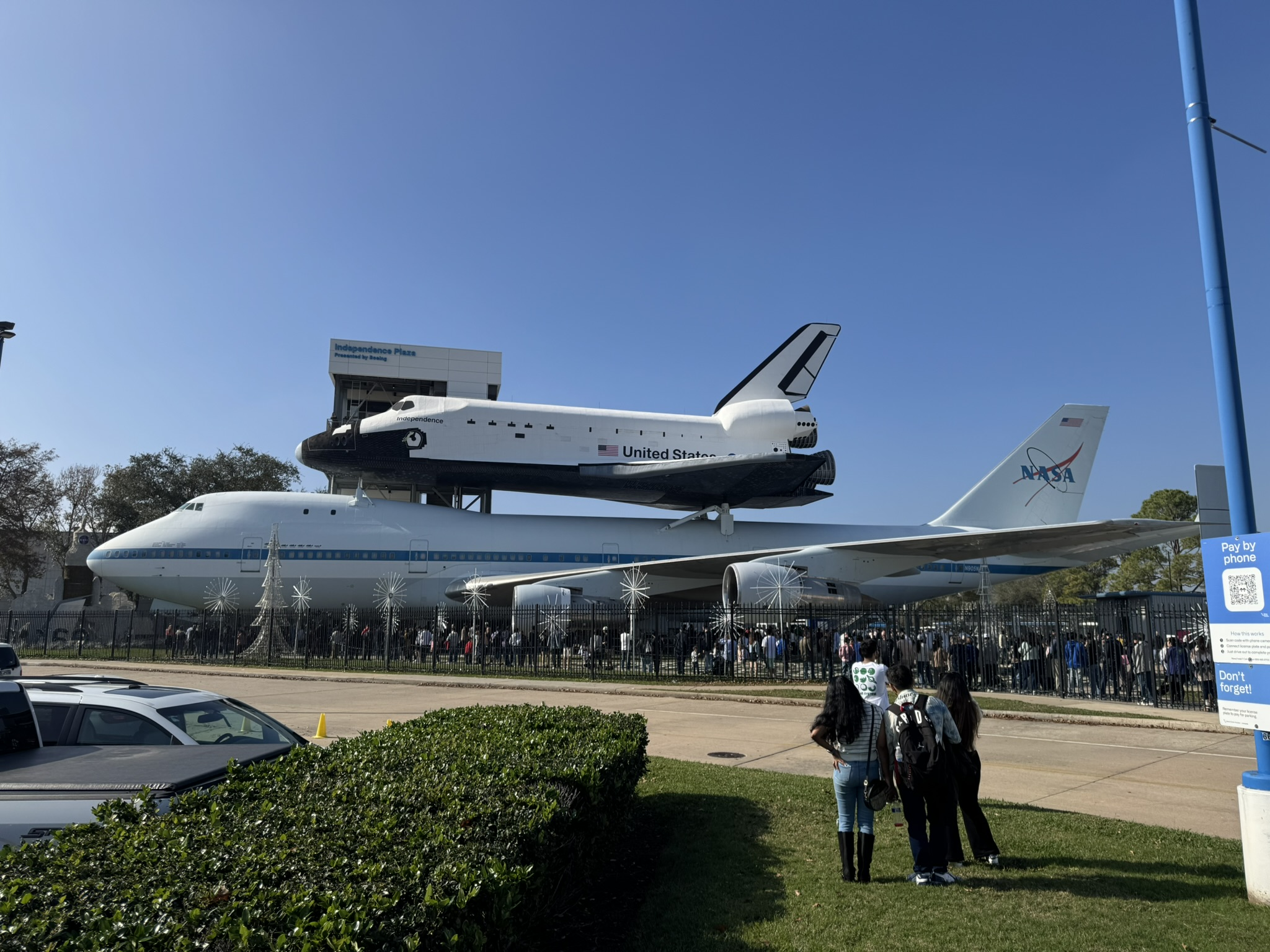
Die Independence am Lyndon B. Johnson Space Center auf der originalen Boeing 747 N905NA

Die Independence (ursprünglich Explorer) ist ein originalgetreuer Nachbau eines Space Shuttles der NASA. Sie ist im Johnson Space Center in Houston (Texas) ausgestellt.

## Beschreibung
Das Modell ist 37,4 Meter lang, 16 Meter hoch und die Tragflächen haben eine Spannweite von 24 Metern, womit es die annähernd genauen Maße eines echten Space Shuttles besitzt. Mehrere Einzelteile, unter anderem die Michelin-Reifen auf dem Fahrwerk, sind Ersatzteile der Space Shuttles und waren mit diesen teilweise im Weltall. Die Hitzeschutzkacheln sowie die verstärkten Flügelelemente aus Carbon sind nicht echt, und die Schaumstoffschicht unter der Oberfläche, die die echten Shuttles vor Hitze schützte, fehlt vollständig. Innen befinden sich ein nicht originalgetreues Cockpit, in dem eine Puppe sitzt, die ein frühes Modell der orangefarbenen Raumanzüge trägt, und die Ladebucht, deren Abmessungen mit der echten übereinstimmen. Diese beinhaltet den Nachbau eines Satelliten von Hughes Communications, ähnlich dem, wie er bei STS-49 mitgeführt wurde.

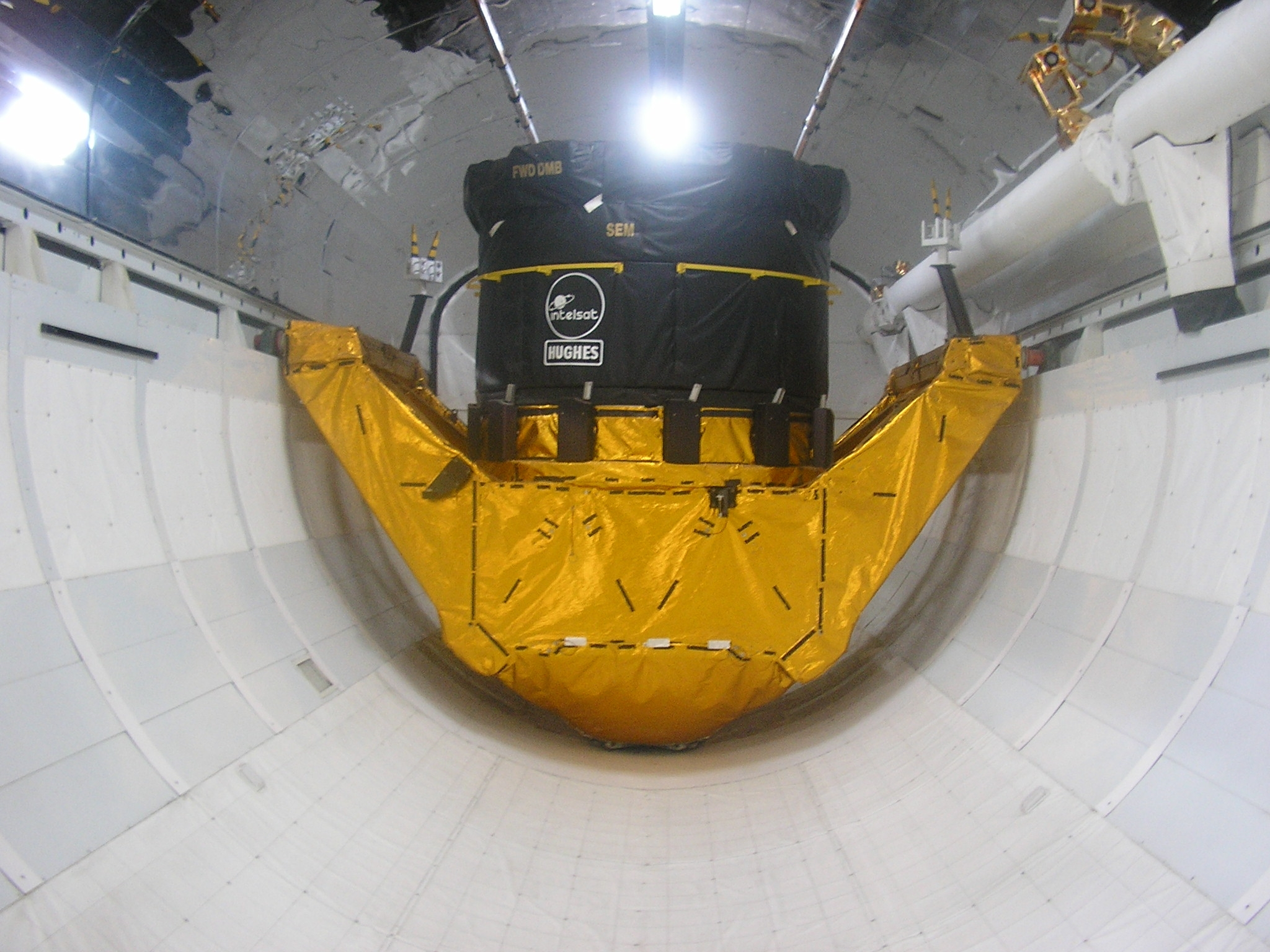
Attrappe des Hughes-Satelliten in der Ladebucht

## Geschichte
Die Independence, damals noch als Explorer bezeichnet, wurde von Guard-Lee in Apopka, Florida gebaut. Guard-Lee verwendete dabei mehrere, von der NASA zur Verfügung gestellte Zeichnungen, Lichtpausen und Archivdokumente, um das Modell möglichst originalgetreu nachzubauen. Die Explorer wurde 1993 auf dem Kennedy Space Center ausgestellt, wo es möglich war, von innen das Cockpit und die Ladebucht zu besichtigen. Außen angebracht waren Attrappen von zwei Feststoffraketen und dem orangefarbenen Außentank, der ursprünglich vom Stennis Space Center benutzt wurde.
Als nach dem Ende der Space-Shuttle-Ära die Atlantis auf dem Gelände des KSC ausgestellt werden sollte, wurde beschlossen, die Explorer dem Johnson Space Center zu überlassen. Sie wurde daraufhin am 11. Dezember 2011 von einem 144-Rad-Anhänger zu einem Dock in der Nähe des Vehicle Assembly Building transportiert, von dort aus auf einen Leichter verladen und im Frühling 2012 nach Houston verschifft. Der ursprüngliche Plan, die Tragflächen für den Transport abzumontieren, wurde nicht umgesetzt.

## Namensänderung
Im Rahmen der Feierlichkeiten zur Ankunft des neuen Exponats veranstaltete das Museum einen Wettbewerb, um einen neuen Namen für die Explorer zu finden. Dieser dauerte vom 4. Juli bis zum 2. September 2013. Aus über 10.000 eingegangenen Vorschlägen wurde Independence ausgewählt und am 5. Oktober 2013 der Öffentlichkeit bekanntgegeben.